# Municipio de Shohola
El municipio de Shohola (en inglés: Shohola Township) es un municipio ubicado en el condado de Pike en el estado estadounidense de Pensilvania. En el año 2000 tenía una población de 2.088 habitantes y una densidad poblacional de 18 personas por km².

## Geografía
El municipio de Shohola se encuentra ubicado en las coordenadas 41°28′30″N 74°54′56″O / 41.47500, -74.91556.

## Demografía
Según la Oficina del Censo en 2000 los ingresos medios por hogar en la localidad eran de $41,593 y los ingresos medios por familia eran $46,207. Los hombres tenían unos ingresos medios de $38,080 frente a los $28,750 para las mujeres. La renta per cápita para la localidad era de $20,840. Alrededor del 6,2% de la población estaban por debajo del umbral de pobreza.